# 경신고등학교 야구단
경신고등학교 야구단(儆新高等學校野球團, Kyungshin High School Baseball Club)은 대한민국 서울특별시에 있었던 야구 선수단이다. 경신고등학교가 운영했던 U-18 야구단이며, 1911년에 창단되었고 1954년 이후에 해단되었다.

## 시즌별 성적
| 시즌 | 대회                     | 참가 | 경기 | 승 | 무 | 패 | 득 | 실 | 차  | 승률  | 순위   |
| ---- | ------------------------ | ---- | ---- | -- | -- | -- | -- | -- | --- | ----- | ------ |
| 1920 | 전국체육대회 야구 중학부 | 5    | 2    | 1  | 0  | 1  |    |    |     | 0.500 | 3위    |
| 1921 | 전국체육대회 야구 중학부 | 7    | 3    | 2  | 0  | 1  | 28 | 5  | +23 | 0.667 | 준우승 |
| 1922 | 전국체육대회 야구 중학부 | 8    | 1    | 0  | 0  | 1  | 6  | 10 | -4  | 0.000 | 8강    |
| 1925 | 중등학교야구리그전       | 5    | 4    | 0  | 0  | 4  | 23 | 57 | -34 | 0.000 | 5위    |

## 수상 기록
| 시즌 | 대회                     | 수상   |
| ---- | ------------------------ | ------ |
| 1921 | 전국체육대회 야구 중학부 | 준우승 |

## 참고 문헌
- 《대한체육회 50년》. 대한체육회. 1970. 2020년 11월 8일에 원본 문서에서 보존된 문서. 2022년 11월 5일에 확인함.
- 《대한체육회 70년사》. 대한체육회. 1990. 2020년 11월 8일에 원본 문서에서 보존된 문서. 2022년 11월 5일에 확인함.
- 《대한체육회 90년사》. 대한체육회. 2011. 2020년 11월 8일에 원본 문서에서 보존된 문서. 2022년 11월 5일에 확인함.
- 대한체육회 100주년 기념사업부 (2020). 《대한민국 체육 100년》. 대한체육회. 2023년 9월 21일에 원본 문서에서 보존된 문서. 2023년 8월 29일에 확인함.
- 《한국야구사》. 대한야구협회. 1999.
- 홍순일 (2013). 《한국 야구사 연표》 (PDF). 한국야구위원회. 2024년 7월 6일에 원본 문서 (PDF)에서 보존된 문서. 2023년 8월 29일에 확인함.

## 같이 보기
- 경신고등학교 (서울)
- 경신고등학교 농구단
- 경신고등학교 축구단
- 경신학교 육상단
- 경신학교 정구단